# Żyrafa południowa
Żyrafa południowa (Giraffa giraffa) – jeden z czterech gatunków z rodzaju żyraf wyróżniony w 2016 r. na podstawie badań genetycznych jako obejmujący populacje uprzednio klasyfikowane jako podgatunki angolski i południowoafrykański.
Badania z 2021 r. wykazały liczebność około 48 tys. osobników, czyli mniej więcej tyle co w 2015 r.

## Podgatunki
Wyróżnia się dwa podgatunki żyrafy południowej:
- żyrafa angolska (G. g. angolensis)
- żyrafa południowoafrykańska (G. g. giraffa)